# Adynomosaurus
Adynomosaurus arcanus is een plantenetende ornithischische dinosauriër, behorend tot de Euornithopoda, die tijdens het late Krijt leefde in het gebied van het huidige Catalonië.

## Vondst en naamgeving
In 2012 werd bij Basturs, een dorpje nabij Isona i Conca Dellà in de Spaanse provincie Lleida door een plaatselijke inwoner de Costa de les Solanes-vindplaats ontdekt. In 2012 en 2013 werden daar opgravingen verricht door teams van het Institut Català de Paleontologia Miquel Crusafont en de Universitat Autònoma de Barcelona. Daarbij werden vierendertig beenderen van hadrosauroïden gevonden. Men kwam tot de conclusie dat die een nog onbekende soort vertegenwoordigden.
In 2018 werd de typesoort Adynomosaurus arcanus benoemd en beschreven door Albert Prieto-Márquez, Víctor Fondevilla, Albert G. Sellés, Jonathan R. Wagner en Àngel Galobart. De geslachtsnaam is afgeleid van het Oudgrieks adynamos, "krachteloos", en ὦμος, oomos, "schouder", in verwijzing naar het aan het achterste uiteinde zwak ontwikkelde schouderblad. De soortaanduiding betekent "ondoorgrondelijk" in het Latijn, een verwijzing naar de lastig te interpreteren fossielen.
Het holotype, MCD 138 7125, is gevonden in de Bastursafzetting van de Conquesformatie die dateert uit het late vroege Maastrichtien, ongeveer zeventig miljoen jaar oud. Het bestaat uit een linkerschouderblad.
De overige beenderen werden aan de soort toegewezen. Het betreft de specimina MCD 7123: een stuk linkerdentarium; MCD 7131: een stuk halswervel; MCD 7129: drie vergroeide sacrale wervels in het heiligbeen; MCD 7133: een sacrale wervel; MCD 7141: een voorste staartwervel; MCD 7127: een middelste staartwervel; MCD 7142: een achterste staartwervel; MCD 7124: een linkerborstbeen; MCD 7122: een rib; MCD 7120: de onderkant van een linkeropperarmbeen; MCD 7121: de bovenkant van een linkerspaakbeen; MCD 7118: een voorblad van een rechterdarmbeen; MCD 7138: het middenstuk van een linkerdarmbeen; MCD 7139: een stuk rechterdarmbeen; MCD 7111: een linkerdijbeen; MCD 7109: de schacht van een dijbeen; MCD 7117: een stuk linkerdijbeen; MCD 7112: een linkerscheenbeen; MCD 7114: een stuk rechterscheenbeen; MCD 7139: eens tul linkerscheenbeen; MCD 7119: de bovenste en onderste uiteinden van een linkerkuitbeen; MCD 7113: een derde rechtermiddenvoetsbeen en MCD 7137: een stuk van een vierde linkermiddenvoetsbeen.
De toegewezen beenderen lagen niet in verband. De vondsten vertegenwoordigen minstens twee individuen. Het gaat vermoedelijk om onvolgroeide dieren.

## Beschrijving
De beschrijvers wisten één autapomorfie vast te stellen, unieke afgeleide eigenschap. Het schouderblad heeft een smal blad, zodanig dat het achterste uiteinde minder dan driekwart heeft van de hoogte van het onderste uiteinde gemeten van de processus acromialis tot aan de verste punt van het schoudergewricht.
De onderkaak telt minstens dertig tandposities. Het werkelijke aantal kan een stuk hoger liggen. De voorste tanden staan iets schuin naar achteren gericht, de achterste vrijwel verticaal. De tanden zijn ongeveer driemaal hoger dan breed, een gebruikelijke verhouding. Deze wijkt echter af van hadrosauroïde fossielen die ook bij Basturs zijn gevonden, in ongeveer even oude lagen, en die daarom door de beschrijvers zijn aangemerkt als een andere soort.
Alle gevonden wervels hebben een algemene hadrosauride bouw, zonder bijzonderheden.
Het borstbeen heeft een kort uitsteeksel aan de achterste buitenzijde. Deze plaat heeft een abrupt overdwars verbreed uiteinde en is iets langer dan de voorste binnenhoek, een typisch lambeosaurine kenmerk. De onderkant heeft een kiel over de voorste helft die zich naar voren toe verdikt.
Het schouderblad is onvolledig bewaard en zou, als slechts een klein gedeelte aan de achterkant ontbreekt, het relatief kortste zijn in de hele Hadrosauridae. Dat is problematisch voor de status van autapomorfie die aan de geringe verbreding toegekend is, omdat het ook zou kunnen dat het blad oorspronkelijk veel langer was en wel degelijk verbreed. De beschrijvers denken echter dan dit niet het geval is omdat bij Hadrosauridae het breedste punt zich altijd net voor het uiteinde bevindt en zo'n breedste punt bij het holotype zichtbaar is. Ze erkenden uiteindelijk voorzichtigheidshalve de korte lengte niet als een autapomorfie — maar als die net authentiek is, is de relatieve verbreding ook onzeker. In de sectie die aan de fylogenie gewijd is, spreekt men overigens wél van twee autapomorfieën. Shantungosaurus, Gryposaurus en Secernosaurus hebben ook geen verbreed uiteinde maar dat zijn volgens de beschrijvers geen nauwe verwanten. Het smallere blad impliceert een geringer aanhechtingsoppervlak voor de spieren aan de buitenzijde en binnenzijde ervan, respectievelijk de Musculus deltoideus scapularis en de Musculus subscapularis. De eerste spier trekt het opperarmbeen naar boven, buiten en achteren; de tweede naar boven, binnen en achteren. Zijn beide spieren zwakker dan is ook de afzet van de voorpoot minder krachtig. Dit zou volgens de beschrijvers niet verklaard kunnen worden doordat de dieren nog jong waren; aangenomen werd dat jongen dieren dezelfde bouw van het schouderblad hadden als oude. Het blad is maar weinig ingesnoerd, tot 55% van de voorste breedte. Het schoudergewricht en het facet met het ravenbeksbeen maken een hoek van 138° met elkaar.
Het opperarmbeen heeft een normale hadrosauride vorm. Het spaakbeen is vrij slank.
Het darmbeen is vrij hoog, een typisch lambeosaurine kenmerk. De horizontale kam boven het heupgewricht loopt V-vormig naar beneden uit, achteraan versmelten met de bult waaraan het zitbeen hangt, net als bij Parasaurolophus. De lange kam is een basaal kenmerk. Het zitbeen is bovenaan robuust en overdwars breed, opnieuw als bij Parasaurolophus.
Dijbeen en scheenbeen hebben de gebruikelijke bouw voor hadrosauriden. Het kuitbeen is bovenaan sterk van voor naar achter verbreed, in het midden staafvormig en onderaan weer verbreed. De middenvoetsbeentjes zijn niet afwijkend van bouw.

## Fylogenie
Adynomosaurus werd binnen de Euornithopoda basaal in de Lambeosaurinae geplaatst, in een polytomie of "kam" met Aralosaurus tuberiferus, Canardia garonnensis, Jaxartosaurus aralensis, Tsintaosaurus spinorhinus en Pararhabdodon isonensis. Adynomosaurus is de vijfde hadrosauride die op grond van in Europa gevonden fossielen benoemd is en de tweede uit het gebied direct ten zuiden van de Pyreneeën.